# Association sportive et culturelle Agouado
Maillots
L'Association sportive et culturelle Agouado, plus couramment abrégé en ASC Agouado, est un club guyanais de football fondé en 1996 et basé à Apatou dans l'arrondissement de Saint-Laurent-du-Maroni.
Le club joue ses matchs à domicile au Stade de Moutendé, doté de 1 000 places.

## Histoire
L'ASC Agouado participe plusieurs fois à la Coupe de France de football (7e tour en 2015-16).
Le club remporte le championnat de Guyane lors de la saison 2018-19.

## Palmarès
| Compétitions nationales                                                                        |
| ---------------------------------------------------------------------------------------------- |
| - Championnat de Guyane (1) : - Champion : 2018-19. - Coupe de Guyane : - Finaliste : 2018-19. |

## Personnalités du club

### Présidents du club
- Yenoumou Quincy Joens
- 🇫🇷 Atoukou Jean-Claude